# Пермський район
Пермський район (рос. Пермский район) — адміністративно-територіальна одиниця в складі Пермського краю Росії.
Адміністративний центр району — місто Перм. У Пермському районі 222 населених пунктів у складі 17 сільських поселень.

## Географія
Розташований в приміській зоні крайового центру м Перм.
Площа території — 3753,05 км².

## Економіка
Розташування в приміській зоні крайового центру обумовлює специфіку господарств: овоче-молочне, молочно-м'ясне, виробництво яєць та м'яса птиці. Серед підприємств широко відомі Госплемзавод «Верхньомулінський», СГВК «Росія», державний конезавод № 9. Всі ліквідовані у зв'язку з банкрутством.